# ألمانيا في الخريف (فلم)
ألمانيا في الخريف (بالإنجليزية: Germany in Autumn) (بالألمانية: Deutschland im Herbst) فيلم غربي، ألماني صدر عام 1978، ويتحدث عن الأحداث الإرهابية في السبعينيات المعروفة باسم «الخريف الألماني». يتألف الفيلم من مساهمات من صناع أفلام مختلفين، بما في ذلك راينر فيرنر فاسبيندر وألكسندر كلوج وإدغار ريتز وفولكر شلوندورف. شارك الفيلم في مهرجان برلين السينمائي الدولي 28th، حيث فاز بجائزة تقدير خاصة.

## طاقم التمثيل
هاينز بينين - وولف بيرمان - كارولين شانيولو - هيلدجارد فريزيه - مايكل جاهر - فاديم جلونا - هيلموت كريم - هانيلور هوغر - دايتير ليزر - هورست ماهلر - ليزي مانجولد - والتر شميدينجر - فرانزيسكا فالسر - أنجيلا وينكلر - راينر فيرنر فاسبيندر - هيلموت كول - هانيلور كول - هيلموت شميت - ماريو أدورف - فولفغانغ باتشلر

## أحداث الفيلم
يقدم الفيلم اجواء ألمانيا في أواخر السبعينيات، حيث يغطي فترة شهرين خلال عام 1977 عندما تم إختطاف رجل الأعمال الألماني هانس مارتن شلاير، ثم قتله على يد الإرهابيين اليساريين المعروفين باسم (منظمة الجيش الأحمر). كان إختطاف رجل الأعمال هي محاولة ضغط لإطلاق سراح السجناء من قادة المنظمة، المعروفة أيضًا باسم عصابة بادر ماينهوف. عندما فشلت نتائج إختطاف الرجل وإختطاف طائرة أيضا، إنتحر ثلاثة من أبرز قادة المنظمة (أندرياس بادر وجودرون إنسلين وجان كارل راسب) في السجن، وأصبح الإعتقاد السائد داخل المجتمع اليساري الألماني إن هؤلاء الثلاثة قُتلوا بالفعل على يد الدولة. يحتوي الفيلم على العديد من المقالات القصيرة، بما في ذلك مجموعة طويلة من المشاهد مع المخرج الشهير راينر فيرنر فاسبيندر يناقش مشاعره حول الوضع السياسي في ألمانيا في ذلك الوقت. تبدو مشاهد فاسبيندر وكأنها لقطات وثائقية صريحة، لكنها ليست كذلك. تشمل المشاهد الأخرى لقطات وثائقية للجنازة المشتركة لبادر وإنسلين وراسب.
يبدأ الفيلم بهذه المقولة: «في مرحلة معينة من العنف، لا يهم من إرتكبه، يجب فقط أن يتوقف»، وتعرض الدقائق الأخيرة من الفيلم صور جنازة بادر وإنسلين وراسب، مع لقطات تسجيلية للمحاكمة الأمريكية المثيرة للجدل عام 1927 لأشهر فوضويين (نيكولا ساكو وبارتولوميو فانزيتي)، مع عزف الأغنية الشهيرة للأمريكية جوان بيز «هنا إليكم» التي تمجد نيكولا وبارت.

## إستقبال الفيلم
كتب الناقد السينمائي الأمريكي فنسنت كانبي في صحيفة نيويورك تايمز في 9 مايو 2005: «عمل جماعي لثلاثة عشر مخرجًا وكاتبًا ألمانيًا، حاولوا تقييم الحالة السياسية لتلك الدولة في خريف عام 1977، عندما كان هانز مارتن شلاير، الصناعي الألماني تم اختطافه وقتله من قبل الإرهابيين، تلاه على الفور تقريبًا وفاة غامضة في سجن شتوتغارت شتامهايم شديد الحراسة لثلاثة أعضاء من عصابة بادر ماينهوف سيئة السمعة... بعض الأجزاء في الفيلم تهدف للتهكم على مخاوف وهواجس البرجوازية، ولكنها أجزاء ببساطة مبهمة... بعيدًا عن الغموض في مقطع أنيق عدواني للسيد فاسبيندر، حيث يقدم عرضًا رومانسيًا لنفسه، وهو مخرج سينمائي شاب راديكالي يجد الطبقة الوسطى الألمانية في وضع مؤلم جداً للرضا عن النفس»، ومنح الفيلم تقدير 4 من 5.
كتب الناقد الأمريكي دينيس شوارتز على موقعه لنقد الأفلام في 26 فبراير 2013: «بالرغم من الأحداث التي حدثت منذ أكثر من ثلاثين عامًا، إلا أن الفيلم لا يزال ملائمًا ومثيرًا ومطلوباً ومذهلاً».
قام البعض بالعمل على الفيلم بدون أجر مالي، وحصل الفيلم على جائزة الفيلم الذهبي في مهرجان جوائز السينما الألمانية عام 1978 للإنجاز الفردي المتميز لفريق الفيلم بأكمله، ومنحه موقع الطماطم الفاسدة تقدير 88%.

## وصلات خارجية
https://letterboxd.com/film/germany-in-autumn/ ألمانيا في الخريف (فيلم)
https://www.rottentomatoes.com/m/germany_in_autumn ألمانيا في الخريف (فيلم)
https://www.imdb.com/title/tt0077427/ ألمانيا في الخريف (فيلم)
https://www.filmaffinity.com/us/film152420.html ألمانيا في الخريف (فيلم)
https://www.studiocanal.com/title/germany-in-autumn-1978/ ألمانيا في الخريف (فيلم)
https://www.timeout.com/movies/germany-in-autumn-1 ألمانيا في الخريف (فيلم)
https://www.jstor.org/stable/41389771?seq=1 ألمانيا في الخريف (فيلم)
https://www.imdb.com/name/nm0001202/ ألمانيا في الخريف (فيلم)
https://www.britannica.com/biography/Rainer-Werner-Fassbinder ألمانيا في الخريف (فيلم)